# Popejoy (Iowa)
Popejoy – miasto w Stanach Zjednoczonych, w stanie Iowa, w hrabstwie Franklin. W 2000 roku liczyło 78 mieszkańców.